# Josef Jansson
Josef Jansson eller Jahnzon, var en svensk idrottsman (långdistanslöpare). Han tävlade för Fredrikshofs IF. Han vann det första SM-guldet i terränglöpning 8 km år 1907.